# بلانکن‌بورگ (هارتس)
شهر بلانکن‌بورگ در ایالت زاکسن-آنهالت در کشور آلمان واقع شده است.